# Polynemus bidentatus
Polynemus bidentatus és una espècie de peix pertanyent a la família dels polinèmids.

## Descripció
- Pot arribar a fer 15,3 cm de llargària màxima.
- 9 espines i 16 radis tous a l'aleta dorsal, 3 espines a l'anal i 17 radis a la pectoral.
- 7 filaments pectorals (el sisè n'és el més llarg).
- Absència de bufeta natatòria.
- La part ventroposterior de l'aleta pectoral és de color negre.[4][5]

## Hàbitat
És un peix d'aigua dolça, pelàgic i de clima tropical.

## Distribució geogràfica
Es troba a la conca del riu Mekong (el Vietnam).

## Observacions
És inofensiu per als humans.